# زیرآبروک قهوه‌ای
زیرآبروک قهوه‌ای (نام علمی: Cinclus pallasii) نام یک گونه از سرده زیرآبروک است.